# Đối tượng lao động
Trong kinh tế chính trị Marx-Lenin, đối tượng lao động là bộ phận của giới tự nhiên mà lao động của con người tác động vào nhằm biến đổi nó theo mục đích của mình. Đối tượng lao động gồm có hai loại là loại có sẵn ví dụ như các loại khoáng sản trong lòng đất, thủy, hải sản ở sông, biển, đất đá ở núi, gỗ trong rừng nguyên thủy... loại thứ hai là loại đã qua chế biến. Loại này thường là đối tượng lao động của các ngành công nghiệp chế biến.